# Itapuranga
Itapuranga este un oraș în Goiás (GO), Brazilia.